# 簡佑旬
簡佑旬（1978年9月22日—），為中華民國籍羽球選手，1996年世青賽雙打亞軍。2006年畢業於國立體育學院運動技術研究所，曾為土地銀行羽球隊教練，2011年從土銀羽球隊退休至分行擔任櫃員，2023年從土地銀行退休，現為羽球教練。其弟簡佑修曾獲得亞洲青年羽毛球錦標賽單打冠軍。

## 簡歷
1996年，簡佑旬與黃世忠搭檔參加在丹麥錫爾克堡舉辦的世界青年羽球錦標賽，獲得銀牌。
2004年，簡佑旬以積分0.33之差，未能獲得夏季奧運羽球比賽雙打資格。

## 主要比賽成績
只列出曾進入準決賽的國際賽事成績：
| 年份   | 賽事                 | 公開賽級別 | 項目     | 拍檔   | 成績   |
| ------ | -------------------- | ---------- | -------- | ------ | ------ |
| 1996年 | 世界青年羽毛球錦標賽 | 其他       | 男子雙打 | 黃世忠 | 銀牌   |
| 2006年 | 維多利亞羽毛球國際賽 |            | 男子雙打 | 黃世忠 | 冠軍   |
| 2006年 | 越南羽毛球公開賽     |            | 男子雙打 | 林祐瑯 | 準決賽 |
| 2007年 | 越南羽毛球大獎賽     | 大獎賽     | 男子雙打 | 林祐瑯 | 準決賽 |
| 2008年 | 澳洲羽毛球公開賽     | 國際挑戰賽 | 男子雙打 | 林祐瑯 | 亞軍   |
| 2008年 | 希臘羽毛球國際賽     | 國際系列賽 | 男子雙打 | 林彥睿 | 冠軍   |

| 2007-2017年 | 首要超級賽 | 超級賽 | 黃金大獎賽 | 大獎賽 | 國際挑戰賽 | 國際系列賽 | 未來系列賽 | 其他 |